# Liste des sites classés et inscrits de la Seine-Saint-Denis
Cet article recense les Sites classés ou inscrits en Seine-Saint-Denis, en France.

## Liste

### Sites classés
| Réf. | Site                     | Communes                                   | Notes | Superficie (ha) | Date             | Coordonnées                      | Photo |
| ---- | ------------------------ | ------------------------------------------ | --- | --------------- | ---------------- | -------------------------------- | ----- |
| 6388 | Cèdre                    | Gagny                                      | Arbre planté rue Saint-Germain, dans le prolongement de l'avenue Jean-Jaurès, derrière le monument aux morts | 0,07            | 10 janvier 1939  | 48° 53′ 04″ nord, 2° 31′ 54″ est |       |
| 7383 | Parc forestier de Sevran | Livry-Gargan, Sevran, Vaujours, Villepinte | | 161,08          | 21 avril 1994    | 48° 56′ 06″ nord, 2° 33′ 27″ est |       |
| 9809 | Murs à pêches            | Montreuil                                  | Quatre secteurs du quartier Saint-Antoine                                                                    | 9,61            | 16 décembre 2003 | 48° 51′ 47″ nord, 2° 27′ 35″ est |       |

### Sites inscrits
| Réf. | Site                                          | Communes             | Notes                     | Superficie (ha) | Date              | Coordonnées                      | Photo |
| ---- | --------------------------------------------- | -------------------- | ------------------------- | --------------- | ----------------- | -------------------------------- | ----- |
| 6383 | Chapelle Notre-Dame-des-Anges et ses abords   | Clichy-sous-Bois     |                           | 3,13            | 30 mars 1942      | 48° 54′ 10″ nord, 2° 32′ 39″ est |       |
| 6384 | Mairie et parc                                | Clichy-sous-Bois     |                           | 8,43            | 26 octobre 1967   | 48° 54′ 39″ nord, 2° 32′ 45″ est |       |
| 6391 | Domaine de Montreau                           | Montreuil            |                           | 16,19           | 30 août 1948      | 48° 51′ 44″ nord, 2° 28′ 19″ est |       |
| 6392 | Pièces d'eau de l'ancien domaine de Tillemont | Montreuil            | Ensemble de trois bassins | 0,65            | 30 août 1948      | 48° 51′ 35″ nord, 2° 27′ 46″ est |       |
| 6827 | Cité-jardin et groupe scolaire du Globe       | Stains               |                           | 28,75           | 19 septembre 1985 | 48° 57′ 06″ nord, 2° 22′ 54″ est |       |
| 7148 | Cité-jardin                                   | Le Pré-Saint-Gervais |                           | 7,73            | 4 août 1986       | 48° 53′ 01″ nord, 2° 24′ 34″ est |       |